# Selenia clara
Selenia clara är en fjärilsart som beskrevs av Barend J. Lempke 1951. Selenia clara ingår i släktet Selenia och familjen mätare. Inga underarter finns listade.